# 홍성 (버스 기업)
홍성 주식회사는 경기도 고양시의 마을버스 업체로, 차고지 및 본사는 경기도 고양시 덕양구 관산동에 있다.

## 연혁
- 1997년: 여객자동차운송사업 등록, 삼송여객(三松旅客) 설립
- 2007년: 보람운수 15번(현 071번) 노선을 인수 및 20번(현 035번을)보람운수으로 양도
- 2009년: 15번(현 071번) 노선을 남정여객에 양도
- 2010년: 백마운수 75번(현 075번) 노선 인수
- 2013년 3월 29일: 주식회사 뉴시티 설립.
- 2013년 7월 3일: 뉴시티가 삼송여객의 노선을 양수.
- 2014년 8월 6일: 뉴시티 회사 파업 실시로 인해 045, 075번 계열 노선 파행 운행. (현재 다시 정상운행)
- 2016년 1월 11일: 홍성 주식회사 설립.
- 2016년 4월: 홍성이 뉴시티의 노선을 양수해 운행하게 됨.

## 운행 노선
| 노선 번호     | 운행구간       | 운행구간 | 운행구간               | 경유지 | 배차 간격 (분) | 구 번호 | 비고                                                            |
| ------------- | -------------- | -------- | ---------------------- | --- | -------------- | ------- | --------------------------------------------------------------- |
| 040           | 호반22단지후문 | ↔        | 신원동                 | 고양동산초등학교, 고양중학교, 삼송초등학교, 명현학교, 세수동, 삼송역, 오금동입구                                                           | 20~30          | 1-1     |                                                                 |
| 041           | 호반9단지      | ↔        | 서삼릉                 | 신원마을, 오금동입구, 삼송역, 세수동, 삼송초등학교, 농협대학                                                                               | 20~30          | 1       |                                                                 |
| 042           | 삼송역         | ↔        | 은평공영차고지         | 창릉동, 용현마을, 서오릉, 용두초등학교, 용두동, 화전사거리, 한국항공대역, 덕은동, 은평공영차고지                                           | 40~60          | 2       |                                                                 |
| 043           | 삼송역         | ↔        | 원당역                 | 세수동, 삼송초등학교, 고양중학교, 고양동산초등학교, 용현마을, 용두사거리, 창릉교, 흥도동, 성사1동                                          | 60             | 1-3     |                                                                 |
| 045           | 삼송역         | ↔        | 화정역                 | 세수동, 삼송초등학교, 고양중학교, 동산마을, 원흥역, 원흥지구, 창릉교, 흥도동, 원당역, 원당시장, 고양어울림누리                             | 20~30          |         | 전차량 저상버스 운행                                            |
| 046           | 삼송역         | ↔        | 원흥6단지 정문         | 세수동, 삼송초등학교, 고양중학교, 삼송마을18~20단지, 원흥역, 원흥단독주택단지, 원흥1~4단지                                                 | 40             |         | 전차량 저상버스 운행 2014년 12월 8일부터 045번과 분리·신설 운행 |
| 047           | 원흥역         | ↔        | 뉴코리아CC             | 삼송초등학교, 세수동, 삼송역, 오금동입구, 호반9단지                                                                                        | 20             |         |                                                                 |
| 048           | 삼송역         | ↔        | 신원초등학교 현대8단지 | 세수동, 삼송초등학교, 호반9단지 | 15~20          |         |                                                                 |
| 075A 삼송지구 | 삼송역         | ↔        | 디지털미디어시티역     | 세수동, 명현학교, 고양중학교, 호반22단지, 용현마을사거리, 용두사거리, 용두삼거리, 용두동, 화전사거리, 한국항공대역, 덕은동, 수색교, 수색역 | 20             | 75      |                                                                 |
| 075B 원흥지구 | 세원마을입구   | ↔        | 디지털미디어시티역     | 신원마을, 원흥역 ,원흥지구, 용두사거리, 용두삼거리, 용두동, 화전사거리, 한국항공대역, 덕은동, 수색교, 수색역                               | 20             | 75      | 일자불명에 원흥역에서 세원마을까지 연장운행개시                 |

## 미운행 노선
- 045번 (구 3번): 삼송역 - 세원마을

## 보유 차량

#### 자일대우버스
- 자일대우 NEW BS090
- 자일대우 NEW BS106

#### 현대자동차
- 현대 뉴 카운티 (2도어 모델)
- 현대 카운티 뉴 브리즈
- 현대 그린시티
- 현대 일렉시티

#### 비야디 자동차
- BYD eBus-9
- BYD eBus-12

## 갤러리

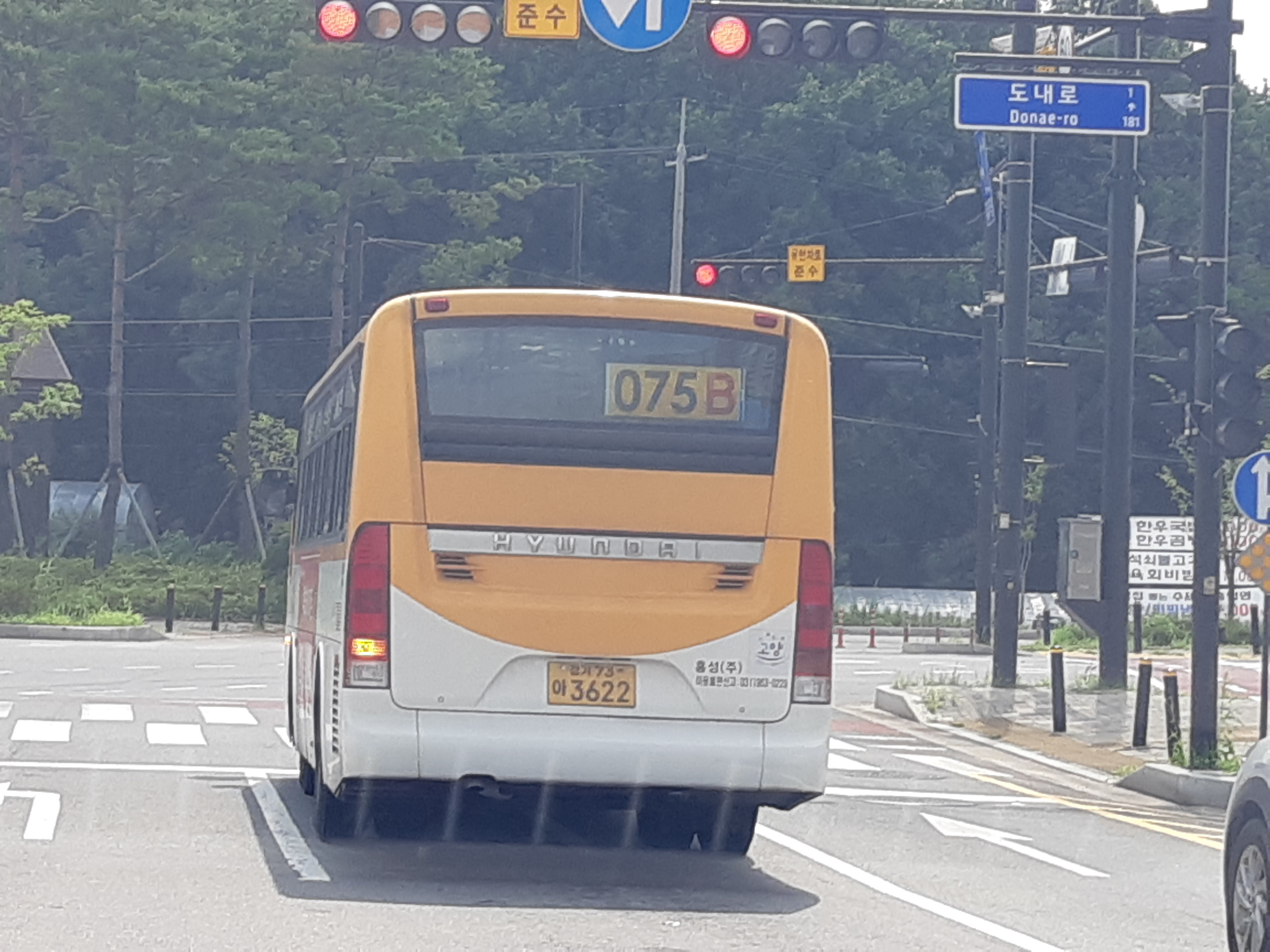
고양시내버스 075B번